# Chiesa di Sant'Antonio Abate (Losone)
La chiesa di Sant'Antonio Abate è un monumento storico del Canton Ticino che si trova ad Arcegno, nel comune di Losone.

## Storia
La chiesa fu costruita fra il 1347 e il 1357. Di quell'epoca rimangono alcuni affreschi, conservati solo in parte e scoperti nel 1977, attribuiti alla scuola di Cristoforo da Seregno: si tratta di un Volto di Cristo, di un'Ultima cena, di un Volto di San Sebastiano, di un San Lorenzo martire del quale si conservano solo i piedi e di un'Adorazione dei Magi.
Un primo ampliamento della chiesa fu effettuato nel XV secolo. Fra il 1560 e il 1565 fu eretto il campanile, forse su progetto di Giovanni e Pietro Beretta. Nel XVII secolo, ancora partendo da un progetto attribuito a Pietro Beretta, l'asse della chiesa fu rovesciato e all'edificio fu aggiunto un coro di forma poligonale. Le finestre e le decorazioni della facciata sono del XVIII secolo, così come alcune decorazioni esterne: la stazione conclusiva della Via Crucis (1768) e l'Addolorata (1772).